# 극적인 하룻밤
《극적인 하룻밤》은 2015년에 개봉한 대한민국의 영화이다.

## 캐스팅
- 윤계상 : 정훈 역
- 한예리 : 시후 역
- 박병은 : 준석 역
- 박효주 : 주연 역
- 조복래 : 덕래 역
- 정수영 : 김선생 역
- 김의성 : 의사 역
- 김재화 : 돌숙 역
- 김창환 : 도장알바생 역
- 이지훈 : 황작가 역
- 공상아 : 한상연 역
- 김준범 : 담임/기도남 역
- 김서원 : 구조대원 역
- 진선규 : 커피남 역
- 한우열 : 주식남 역
- 오정세 : 맞선남3 역
- 이주한 : 맞선남4 역
- 강경우 : 맞선남5 역
- 최연호 : 맞선남6 역
- 김도준 : 맞선남7 역
- 신성일 : 야구장 남 역
- 김수정 : 야구장 여 역
- 박상훈 : 야구장 청소부 역
- 차수린 : 헤어디자이너 역
- 이병준 : 홈쇼핑PD 역
- 김정연 : 쇼호스트 역
- 박성희 : 쇼호스트 역
- 정수연 : 수화통역사 역
- 이창규 : 한우집 회식선생님1 역
- 하정완 : 한우집 회식선생님2 역
- 한정국 : 한우집 회식선생님3 역
- 박현지 : 예식장매니저 역
- 한지은 : 화보모델1 역
- 최영신 : 화보모델2 역
- 소준형 : 체육시간학생1 역
- 소상섭 : 체육시간학생2 역
- 이영나 : 체육시간학생3 역
- 박지영 : 체육시간학생4 역
- 권민주 : 체육시간학생5 역
- 조영균 : 체육시간학생6 역
- 이효상 : 체육시간학생7 역
- 유성공 : 체육시간학생8 역
- 고재운 : 결혼식 주례 역
- 정승원 : 정훈 요가대역
- 김용희 : 휠체어농구단 감독 역
- 방필규 : 휠체어농구단 코치 역
- 강재준 : 휠체어농구단 역
- 오기석 : 휠체어농구단 역
- 오성훈 : 휠체어농구단 역
- 이배근 : 휠체어농구단 역
- 이윤주 : 휠체어농구단 역
- 장명진 : 휠체어농구단 역
- 정영준 : 휠체어농구단 역
- 조승현 : 휠체어농구단 역
- 최용한 : 휠체어농구단 역
- 한상민 : 휠체어농구단 역
- 황정희 : 휠체어농구단 역
- 정상연 : 라디오 DJ (목소리) 역
- 석호진 : 시후 모 (목소리) 역
- 강문경 : 결혼식 주례 (목소리) 역